# Faouzi Rzig
Faouzi Rzig, né le 9 juillet 1982, est un athlète handisport tunisien, actif principalement en javelot F35.
Atteint de paralysie cérébrale, il entame sa carrière à l'âge de vingt ans, en 2002 à Sfax. Aux Jeux paralympiques d'été de 2004 à Athènes, il termine quatrième lors de l'épreuve de javelot F33/34.
Fin 2007, on lui diagnostique un cancer au cou, le conduisant à suivre une chimiothérapie pendant sept mois ; il recommence l'entraînement un mois avant les Jeux paralympiques d'été de 2008, où il remporte une médaille d'or en javelot F33/34/52.